# Semana de Música Religiosa de Cuenca
La Semana de Música Religiosa de Cuenca és un festival de música clàssica i contemporània que se celebra anualment des de 1962 a la ciutat de Conca, i amb alguns concerts al proper poble d'Arcas del Villar i a Uclés.
Es fa cada any durant la Setmana Santa i els dies previs i ha esdevingut un dels referents europeus quant a la música religiosa, a més de ser el quart festival de música més antic de tot l'Estat. El programa sol incloure concerts, jornades literàries i conferències, a més d'actes litúrgics acompanyats de música.
Els escenaris són habituals són edificis religiosos (la catedral, les esglésies de la Merced i San Miguel) i el Teatro-Auditorio de la ciutat, a més de l'església romànica d'Arcas del Villar i el monestir d'Uclés.

## Estrenes
Des del primer any, es va instaurar que el festival encarregués una obra de nova composició a un compositor espanyol de renom, que s'havia d'estrenar en el marc d'algun dels festivals posteriors; des de 2004, també es fa un segon encàrrec a un compositor estranger. Això ha fet que la Setmana hagi esdevingut un dels grans promotors de la música sacra clàssica contemporània, comptant entre les obres que s'hi han estrenat les de Frederic Mompou, Xavier Montsalvatge o Joan Guinjoan.
Les obres encarregades, en ordre cronològic invers, han estat (autor / obra):
- 2009 Jonathan Harvey. Messages; Miguel Gálvez Taroncher. Piano Trio n.º 1
- 2008	Jorge Fernández Guerra. La esfera de Pascal; Lera Auerbach. Russian Requiem
- 2007	Antoni Parera Fons. Los treinta y tres nombres de Dios; Hans Rotman. Transition, per a veu, viola da gamba, trombó i banda electrònica.
- 2006	Eduardo Rincón. Sinfonía bíblica per a soprano, baríton, cor i orquestra; Lera Auerbach. Primera luz, quartet núm. 2.
- 2005	Sir John Tavener. Cantus mysticus per a soprano, clarinet i orquestra.
- 2004	José María Sánchez Verdú. Tenebrae (memoria del fuego); Terry Riley. ArchAngels; David del Puerto. Advenits.
- 2003	José Luis Greco. Symbolica.
- 2002	Tomás Garrido. Sonata "De Lamentatione" per a violoncel sol; Josep Soler. Eucaristía.
- 2001	Carlos Cruz de Castro. Ex corde de Mozart-Tuba Mirum.
- 2000	Gabriel Fernández Álvarez. Getsemani.
- 1999	Valentín Ruiz. Requiem Pronobis.
- 1998	Zulema de la Cruz. Soledad.
- 1997	Carlos Galán. Inti Wata-Visiones del Principio y Fin.
- 1996	Manuel Seco de Arpe. Cántico de Daniel; Cristóbal Halffter. Turbas.
- 1995	Antonio Ruiz-Pipo. Lectissima Mulier .
- 1994	Concepción Lebrero. Cantata por la Paz.
- 1993	Mauricio Sotelo. Tenebrae Responsoria.
- 1992	José García Román. Sinfonía n.º 3 de Pascua.
- 1991	Alfredo Aracil. Paradiso.
- 1990	Eduardo Pérez Maseda. La Cruz, el ciprés y la estrella.
- 1989	Cristóbal Halffter. Justorum Animae y Beati (Dos motets per a cor "a cappella").
- 1988	Ángel Oliver. Stabat Mater.
- 1987	Joan Guinjoan. In tribulatione mea invocavi Dominum.
- 1986	André Caprae. Misa dels morts (estrena, encara que no fos un encàrrec).
- 1985	José Luis Turina. Exequias (In memoriam Fernando Zóbel).
- 1984	Carmelo Bernaola. Las siete últimas palabras de Nuestro Redentor en la Cruz.
- 1983	Tomás Marco. Pasión según San Marcos.
- 1982	José Ramón Encinar. Opus veintitrés.
- 1981	Antón Larrauri. Deus ibi est.
- 1980	Rodrigo A. de Santiago. Seis cantigas de Santa María del Rey Alfonso X el Sabio.
- 1979	Román Alís. María de Magdala.
- 1978	Luis de Pablo. Bajo el Sol.
- 1977	Antón García Abril. Cántico de la Pietà.
- 1976	Tomás Marco. Apocalypsis.
- 1975	Carmelo Bernaola. Negaciones de Pedro.
- 1974	Ángel Arteaga. Himnos medievales.
- 1973	Manuel Angulo. Loores del Ave María.
- 1972	Francisco Escudero. Sinfonína sacra.
- 1971	Gerardo Gombau. Pascha Nostrum (Cantata pascual).
- 1970	Manuel Castillo. Antífonas de Pasión.
- 1969	Xavier Montsalvatge. Cinco Invocaciones al Crucificado.
- 1968	Rodolfo Halffter. Pregón per a una pascua pobre.
- 1967	Ernesto Halffter. Dominus Pastor Meus (Salmos 22 y 116).
- 1966	Òscar Esplà. Salmo 129, "De Profundis".
- 1965	Joaquín Rodrigo. Himno de los neófitos de Qumram.
- 1964	Frederic Mompou. Improperiae.
- 1963	Cristóbal Halffter. In Expectatione Resurrectionis Domini‘.
- 1962	Albert Blancafort i París. Sinfonías per a el Viernes Santo.